# Schmalspurbahn Goßdorf-Kohlmühle–Hohnstein
| Ausschnitt der Streckenkarte Sachsen 1902 |                               |                                                  |                                                  |
| Streckennummer: | sä. KH                        |                                                  |                                                  |
| Kursbuchstrecke: | 135d (1934) 165f (1946, 1951) |                                                  |                                                  |
| Streckenlänge: | 12,133 km                     |                                                  |                                                  |
| Spurweite: | 750 mm (Schmalspur)           |                                                  |                                                  |
| Maximale Neigung: | 33 ‰                          |                                                  |                                                  |
| Minimaler Radius: | 100 m                         |                                                  |                                                  |
| Streckengeschwindigkeit: | 30 km/h                       |                                                  |                                                  |
| |                               |                                                  |                                                  |
| \| \| 0,000 \| Goßdorf-Kohlmühle \| 146 m \| \| \| \| (Anschluss von Bahnstrecke Bautzen–Bad Schandau) \| \| \| \| 0,097 \| Sebnitzbrücke (12 m) \| Sebnitzbrücke (12 m) \| \| \| 0,472 \| Sebnitzbrücke (15 m) \| Sebnitzbrücke (15 m) \| \| \| 1,018 \| Sebnitzbrücke (15 m) \| Sebnitzbrücke (15 m) \| \| \| 1,372 \| Sebnitzbrücke (33 m) \| Sebnitzbrücke (33 m) \| \| \| 1,494 \| Tunnel 1 (63 m) \| Tunnel 1 (63 m) \| \| \| 2,674 \| Tunnel 2 (38 m) \| Tunnel 2 (38 m) \| \| \| 4,760 \| Lohsdorf \| 256 m \| \| \| ~5,500 \| Alte Glasstraße (provisorischer Haltepunkt) \| Alte Glasstraße (provisorischer Haltepunkt) \| \| \| 6,721 \| Brücke Mühlgraben (11 m) \| Brücke Mühlgraben (11 m) \| \| \| 7,180 \| Unterehrenberg \| 311 m \| \| \| 8,600 \| Oberehrenberg \| 335 m \| \| \| 9,820 \| Scheitelpunkt \| 358 m \| \| \| 10,820 \| Anschluss Rittergut Wittig \| 346 m \| \| \| 11,698 \| Brücke Hohnstein (27 m) \| Brücke Hohnstein (27 m) \| \| \| 12,133 \| Hohnstein (Sächs. Schweiz) \| 330 m \| |                               |                                                  |                                                  |
| Kopfbahnhof Streckenanfang (Strecke außer Betrieb) | 0,000                         | Goßdorf-Kohlmühle                                | 146 m                                            |
| Strecke (außer Betrieb) |                               | (Anschluss von Bahnstrecke Bautzen–Bad Schandau) | (Anschluss von Bahnstrecke Bautzen–Bad Schandau) |
| Brücke (Strecke außer Betrieb) | 0,097                         | Sebnitzbrücke (12 m)                             | Sebnitzbrücke (12 m)                             |
| Brücke (Strecke außer Betrieb) | 0,472                         | Sebnitzbrücke (15 m)                             | Sebnitzbrücke (15 m)                             |
| Brücke (Strecke außer Betrieb) | 1,018                         | Sebnitzbrücke (15 m)                             | Sebnitzbrücke (15 m)                             |
| Brücke (Strecke außer Betrieb) | 1,372                         | Sebnitzbrücke (33 m)                             | Sebnitzbrücke (33 m)                             |
| Tunnel (Strecke außer Betrieb) | 1,494                         | Tunnel 1 (63 m)                                  | Tunnel 1 (63 m)                                  |
| Tunnel (Strecke außer Betrieb) | 2,674                         | Tunnel 2 (38 m)                                  | Tunnel 2 (38 m)                                  |
| Kopfbahnhof Strecke bis hier außer Betrieb | 4,760                         | Lohsdorf                                         | 256 m                                            |
| Haltepunkt / Haltestelle | ~5,500                        | Alte Glasstraße (provisorischer Haltepunkt)      | Alte Glasstraße (provisorischer Haltepunkt)      |
| Brücke (Strecke außer Betrieb) | 6,721                         | Brücke Mühlgraben (11 m)                         | Brücke Mühlgraben (11 m)                         |
| Haltepunkt / Haltestelle (Strecke außer Betrieb) | 7,180                         | Unterehrenberg                                   | 311 m                                            |
| Haltepunkt / Haltestelle (Strecke außer Betrieb) | 8,600                         | Oberehrenberg                                    | 335 m                                            |
| Kulminations-/Scheitelpunkt (Strecke außer Betrieb) | 9,820                         | Scheitelpunkt                                    | 358 m                                            |
| Abzweig geradeaus und von rechts (Strecke außer Betrieb) | 10,820                        | Anschluss Rittergut Wittig                       | 346 m                                            |
| Brücke (Strecke außer Betrieb) | 11,698                        | Brücke Hohnstein (27 m)                          | Brücke Hohnstein (27 m)                          |
| Kopfbahnhof Streckenende (Strecke außer Betrieb) | 12,133                        | Hohnstein (Sächs. Schweiz)                       | 330 m                                            |

Die Schmalspurbahn Goßdorf-Kohlmühle–Hohnstein (auch Schwarzbachbahn) war eine sächsische Schmalspurbahn in der Sächsischen Schweiz. Sie begann im Bahnhof Goßdorf-Kohlmühle der Sebnitztalbahn und führte im Tal von Schwarzbach und Ehrenberger Bach nach Hohnstein. Die 1897 eröffnete Strecke mit der Spurweite 750 mm wurde 1951 stillgelegt und abgebaut, vorgeblich um Material für den Bau des Berliner Außenrings zu gewinnen.
Seit 1995 bemüht sich der Verein Schwarzbachbahn e. V., einen Teil der Strecke wieder aufzubauen und als Museumsbahn zu betreiben. Vorerst wurde der ehemalige Bahnhof in Lohsdorf wieder hergerichtet und von dort aus neue Gleise in Richtung Unterehrenberg verlegt.

## Geschichte

### Vorgeschichte
Hohnstein, am Rande der Felsenwelt der Sächsischen Schweiz gelegen, befand sich schon immer abseits der überregionalen Verkehrsströme. Im Zuge des gewerblichen Aufschwungs bemühte sich Hohnstein seit etwa 1870 um eine verbesserte Verkehrsanbindung. Damals mussten sämtliche Güter über steile Wege zu der etwa 100 Meter über dem Polenztal auf einem Hochplateau gelegenen Stadt transportiert werden. Mit dem voranschreitenden Eisenbahnbau in Sachsen ersuchte die Stadt Hohnstein erstmals im November 1883 um einen Bahnanschluss. Dieses Ansuchen fiel in eine Phase (ab 1878), in der die Königlich Sächsischen Staatseisenbahnen das bereits ausgebaute Netz nach ausländischem Vorbild mit einem Netz vereinfachter Bahnen („Secundärbahnen“) ergänzen wollte, um insbesondere abgelegenen Gebieten den wirtschaftlich notwendigen Streckenanschluss zu ermöglichen.

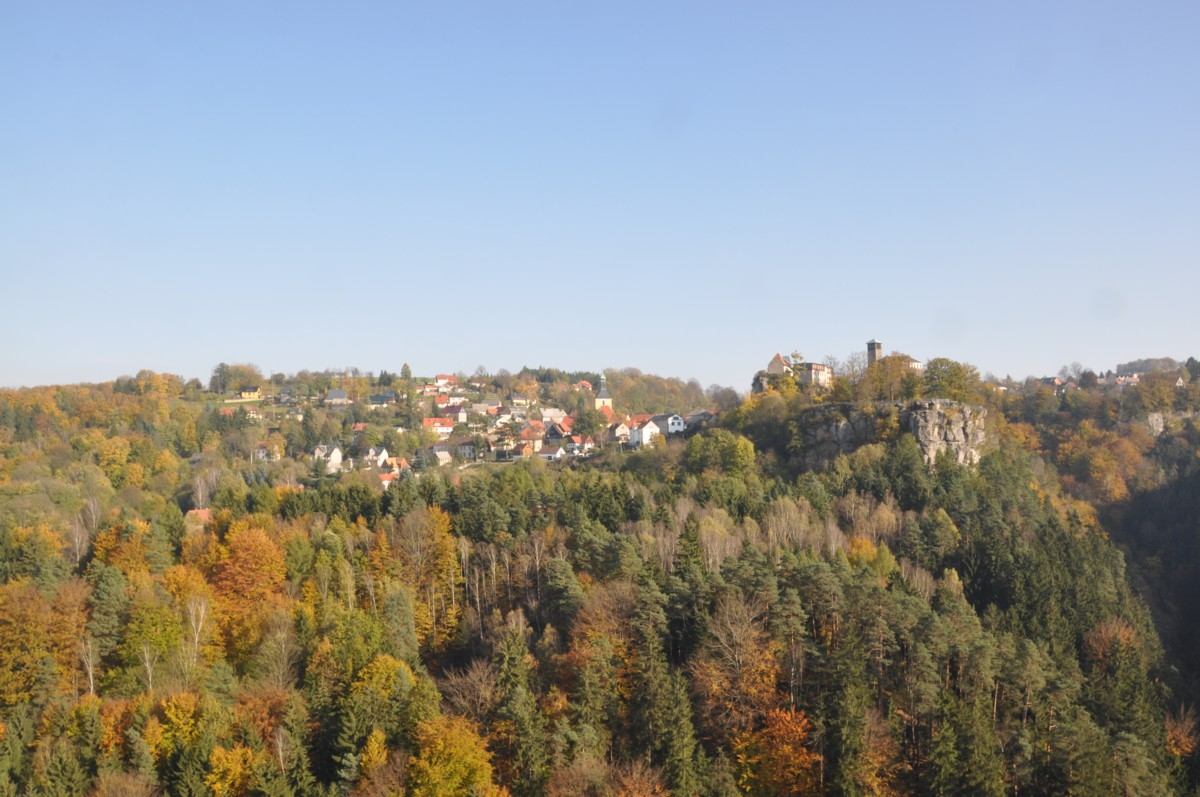
Die Stadt Hohnstein liegt auf einem Hochplateau über dem Polenztal (2010)

Die seinerzeit favorisierte Variante einer Polenztalbahn von Dürrröhrsdorf über Hohnstein nach Bad Schandau scheiterte an der geringen Besiedlung im Bereich der Streckenführung und an den hohen Kosten. Zudem hätte der Bau dieser Bahn nach wie vor den umständlichen Gütertransport von der Talstation in die Stadt erfordert.
Am 9. Januar 1888 stellte das Amt Hohnstein eine weitere Petition an den Sächsischen Landtag. Gefordert wurde nunmehr eine Bahn vom Bahnhof Krumhermsdorf der Sebnitztalbahn ausgehend in Richtung Lohmen. Aus topografischen Gründen schied jedoch auch diese Variante aus, da eine Weiterführung von Hohnstein in Richtung Lohmen die Überquerung des tief eingeschnittenen Polenztales erfordert hätte.
Eine weitere Petition vom 1. August 1889 sah wie schon 1883 eine Bahn von Dürrröhrsdorf über Hohnstein nach Porschdorf vor. Dieses Projekt wurde der sächsischen Regierung am 18. August 1890 schließlich „zur Erwägung“ übergeben. Ein Einspruch von Prinz Georg ließ das Projekt schließlich scheitern. Er wollte die „Romantik des Polenztales nicht durch eine Eisenbahn stören lassen“.
Der Ulbersdorfer Rittergutsbesitzer von Carlowitz schlug deshalb im Juni 1891 die Führung einer Schmalspurbahn durch das Schwarzbachtal vor. Dieser Idee stimmte schließlich das für Eisenbahnbauvorhaben zuständige Finanzministerium zu.

### Bau und Eröffnung

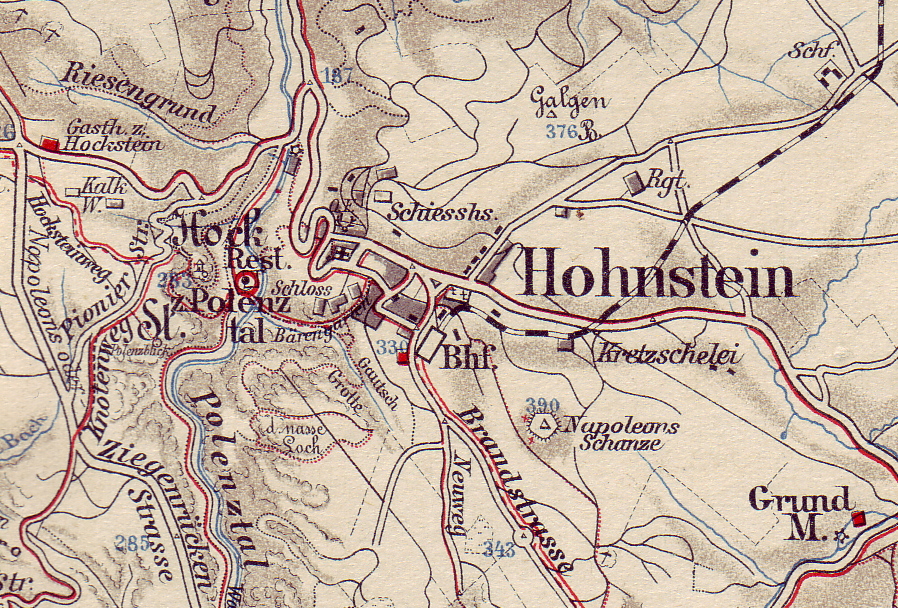
Das ursprüngliche Projekt sah den Hohnsteiner Bahnhof an der Kretzschelei vor. Realisiert wurde er schließlich an der Brandstraße.

Erinnerungsfoto von den Bauarbeiten am oberen Portal des Tunnels 2 (1896)

Im April 1892 begannen die ersten Vorarbeiten zum Bau der Strecke. Im Bahnhof Wendischfähre (heute: Rathmannsdorf) an der Sebnitztalbahn richtete man ein Baubüro ein, welches die Vorarbeiten koordinierte. Dessen Aufgaben waren die Vermessung der Trasse, die Festlegung der günstigsten Linienführung und schließlich die Ausschreibung der Bauleistungen. Die ersten Planungen sahen von Kohlmühle bis zur Einmündung des Schwarzbaches in die Sebnitz den Bau eines Dreischienengleises vor. Wegen des starken Verkehrs auf der Hauptbahn sah man jedoch von dieser kostengünstigen Lösung ab und projektierte eine zum Normalspurgleis parallele Trasse.
Der Sächsische Landtag bewilligte den Bau der Bahn nach Hohnstein am 15. Februar 1894. Streit gab es noch um den Standort des Bahnhofes in Hohnstein, der zunächst an der Kretzschelei vorgesehen war. Die Stadt Hohnstein wünschte jedoch im eigenen Interesse eine Verlängerung der Strecke bis zur Brandstraße, um den Bahnhof näher an der Stadt zu haben. Der größte Widerstand gegen dieses Vorhaben kam von einem Rittergutsbesitzer. Mit eigenen Eingaben versuchte er, den Bahnhof möglichst nahe an seinen landwirtschaftlichen Betrieb zu bekommen. Zudem gab es auch Überlegungen, den Bahnhof wegen des etwaigen Weiterbaues nach Lohmen nördlich der Stadt anzulegen. Das Finanzministerium genehmigte die Streckenverlängerung bis zur Brandstraße schließlich am 17. April 1895. Die Stadt musste die dafür benötigten Grundstücke kostenlos bereitstellen sowie für die Anbindung an das Straßennetz aufkommen.
Die Bauarbeiten begannen im April 1896. Auf der Baustelle waren gleichzeitig zwischen 300 und 500 Arbeiter beschäftigt, um die zahlreichen Brücken, Einschnitte und die beiden Tunnel im Schwarzbachtal herzustellen. Bereits im Frühjahr 1897 war die Strecke fertiggestellt, die Streckenabnahme mit einem Prüfungszug erfolgte am 28. April 1897. Der Bau hatte zu diesem Zeitpunkt insgesamt 1.375.783,58 Mark gekostet.
Am 29. April 1897 kündigte das sächsische Finanzministerium die Inbetriebnahme der Strecke für den 1. Mai 1897 an. Die Königlich Sächsischen Staatseisenbahnen eröffneten die neue Linie am 30. April 1897 mit einer Festveranstaltung. Der erste Fahrplan der Schmalspurbahn wies insgesamt vier Zugpaare aus, die für die Gesamtstrecke etwa eine Stunde benötigten. Die Postkutsche zwischen Hohnstein und Bad Schandau verkehrte am 31. Mai 1897 zum letzten Mal.

### Betrieb
Entgegen den Erwartungen war das Güteraufkommen mäßig. Wie auch andere Schmalspurbahnen in Sachsen erlangte die Bahn nie ein größeres Verkehrsaufkommen, so dass die Strecke stets auf Zuschüsse angewiesen war. Auch die Ansiedlung von Industrie entlang der Bahn gelang nicht, was letztlich ein gewichtiges Argument zur Errichtung der Bahn gewesen war. Der auf anderen Strecken durchaus übliche Rollbockverkehr war somit verzichtbar, es wurden aus wirtschaftlichen Gründen keine Rollböcke angeschafft. Die Strecke diente hauptsächlich zur An- und Abfuhr von Produkten der Landwirtschaft und Kleinindustrie.

Ein typischer gemischter Zug im Endbahnhof Hohnstein (um 1905)

Am 31. Juli 1897 kam es im gesamten sächsischen Bergland zu einer Hochwasserkatastrophe, bei der auch die Schwarzbachbahn betroffen war. Größere Schäden am Bahngleis entstanden jedoch nur auf dem Abschnitt im Sebnitztal, die rasch behoben werden konnten. Ab 3. August 1897 verkehrte die Schmalspurbahn wieder.
Nach dem Ersten Weltkrieg – am 1. April 1920 – gingen die Königlich Sächsischen Staatseisenbahnen in der neugegründeten Deutschen Reichsbahn auf. Die Schwarzbachbahn gehörte nun zum Netz der Reichsbahndirektion Dresden.
Mitte der 1920er Jahre wurde die bislang als „Correctionsanstalt für arbeitsscheue Männer“ und Jugendgefängnis dienende Burg Hohnstein zu einer Jugendherberge ausgebaut. Als sie am 24. April 1926 eröffnet wurde, konnte die Schmalspurbahn den starken Reisendenandrang kaum bewältigen. Im Jahr 1930 zählte die damals größte Jugendherberge Deutschlands bereits 57.000 Gäste. Ein Großteil nutzte die Schmalspurbahn für die Anreise.

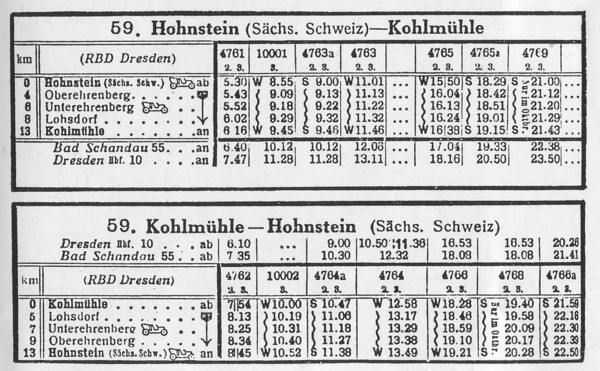
Winterfahrplan 1929/1930

In den 1930er Jahren wurde der dichteste Zugverkehr (bis zu fünf Zugpaare täglich) abgewickelt. Er beruhte vor allem auf der Nutzung der Bahn durch Wanderer und Sommerfrischler.
Insgesamt gesehen war der Betrieb aber unrentabel, so dass die Bahn bereits in den 1930er Jahren bei Wirtschaftlichkeitsuntersuchungen in die Kritik geriet. Einer der Gründe für die Unwirtschaftlichkeit war die seit Ende der 1920er Jahre bestehende Linienbusverbindung zwischen Pirna und Hohnstein, die dank schnellerer und häufiger Fahrtmöglichkeiten Reisende abzog. Der umfassende Neu- und Ausbau der Staatsstraße zwischen Pirna und Sebnitz ab 1934 schuf schließlich die endgültigen Voraussetzungen für eine vollständige Verlagerung auf den Kraftverkehr.
Den Zweiten Weltkrieg überstand die Strecke ohne nennenswerte Zerstörungen. Nach Kriegsende erfuhr die Strecke einen kurzen Aufschwung. Die Sebnitztalbahn war durch Brückensprengungen unterbrochen und ihr Verkehr musste teilweise auf die Schwarzbachbahn verlagert werden. Darüber hinaus brachten Hamsterfahrten der Bahnlinie einigen Verkehr.
Da das im Krieg stark beschädigte Reichsbahnausbesserungswerk Chemnitz zunächst keine Schmalspurlokomotiven instand setzen konnte und noch betriebsfähige Fahrzeuge als Reparationsleistung von der Besatzungsmacht Sowjetunion beschlagnahmt wurden, stand nur noch eine betriebsfähige Lokomotive zur Verfügung. Um am Sonntag die nötigen Wartungsarbeiten (z. B. Kessel auswaschen) ausführen zu können, verkehrten nun nur noch werktags Züge. Bei größeren Schäden an der Lokomotive ruhte der Verkehr auch ganz.
Im Mai 1949 stationierte die Deutsche Reichsbahn wieder eine Reservelokomotive in Hohnstein. Anlässlich der Wahlen zum Deutschen Volkskongress am 15. Mai 1949 wurde der Sonntagsverkehr wieder eingeführt. Die Beförderungsleistungen blieben aber weiter auf niedrigem Niveau, da trotz zunehmender Normalisierung des Lebens an ein Anknüpfen an den Vorkriegstourismus nicht zu denken war.

### Stilllegung

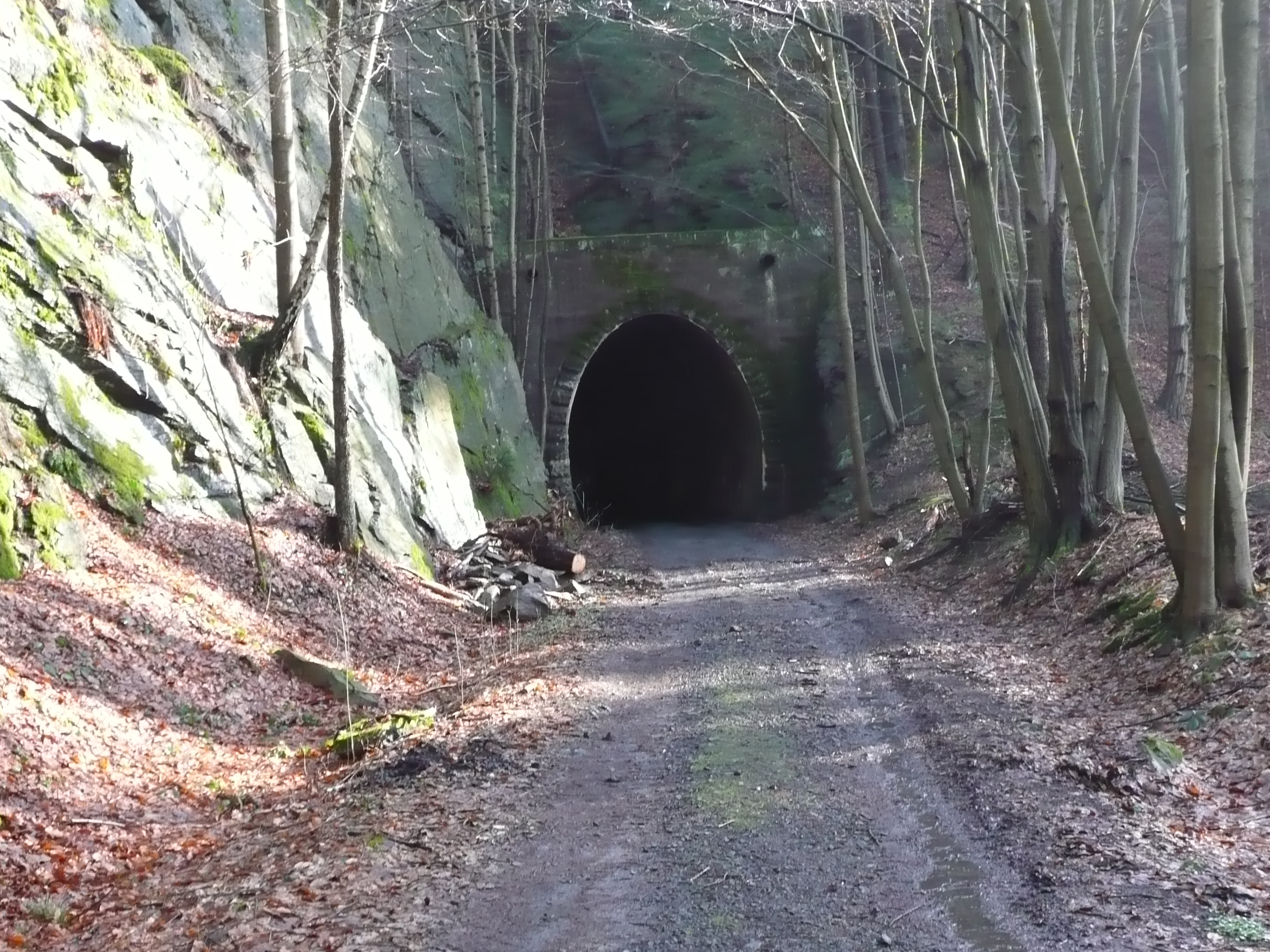
Die Tunnel im Schwarzbachtal blieben nach der Stilllegung erhalten (2009)

Wegen des geringen Verkehrsaufkommens entschied die Reichsbahndirektion Dresden am 25. Mai 1951, die Strecke zur Gewinnung von Oberbaustoffen abzubauen. Der davon völlig überraschten Bevölkerung gab man bekannt, dass die Schienen „dringend für den Aufbau des Südringes in Berlin zur Durchführung der Weltjugendfestspiele benötigt werden.“ Als offizielle Begründung musste die „Aufrüstung der westdeutschen Monopolisten“ herhalten, die Oberbaustoffe „reichlich liefern“ könnten. Zwei Tage später – am 27. Mai 1951 – fand letztmals planmäßiger Zugverkehr statt.
Für die Abbauarbeiten beauftragte die Deutsche Reichsbahn den VEB Bergungsbetrieb Berlin, der am 1. Juni 1951 am Endpunkt Hohnstein mit der Demontage begann. Mittels Abbauzug wurden die gewonnenen Schienen zur Weiterverladung nach Goßdorf-Kohlmühle gefahren. Im September waren die Gleise komplett abgebaut. Erhalten blieben nur die Hochbauten und alle Brücken.
Inwieweit das abgebaute Material an anderer Stelle zum Wiedereinbau kam, ist unbekannt. Für den Bau des Berliner Außenringes wurden die Schienen im Gegensatz zur offiziellen Bekanntmachung mit ziemlicher Sicherheit nicht verwendet, da die für Schmalspurbahnen ausgelegten Schienenprofile dort wegen der viel höheren Achslast nicht einsetzbar waren. Am wahrscheinlichsten ist deshalb eine Wiederverwendung auf anderen Schmalspurbahnen.
Nach dem Abbau der Gleise blieben die ehemaligen Bahnanlagen zunächst ohne Nachnutzung, da die Reichsbahndirektion Dresden noch bis Ende der 1950er Jahre mit einem möglichen Wiederaufbau der Strecke rechnete. Am 1. Januar 1962 übergab die Deutsche Reichsbahn das gesamte ehemalige Bahngelände einschließlich aller Tunnel und Brücken an die Gemeinden Goßdorf, Lohsdorf, Ulbersdorf, Ehrenberg und Hohnstein.

## Streckenbeschreibung

### Verlauf

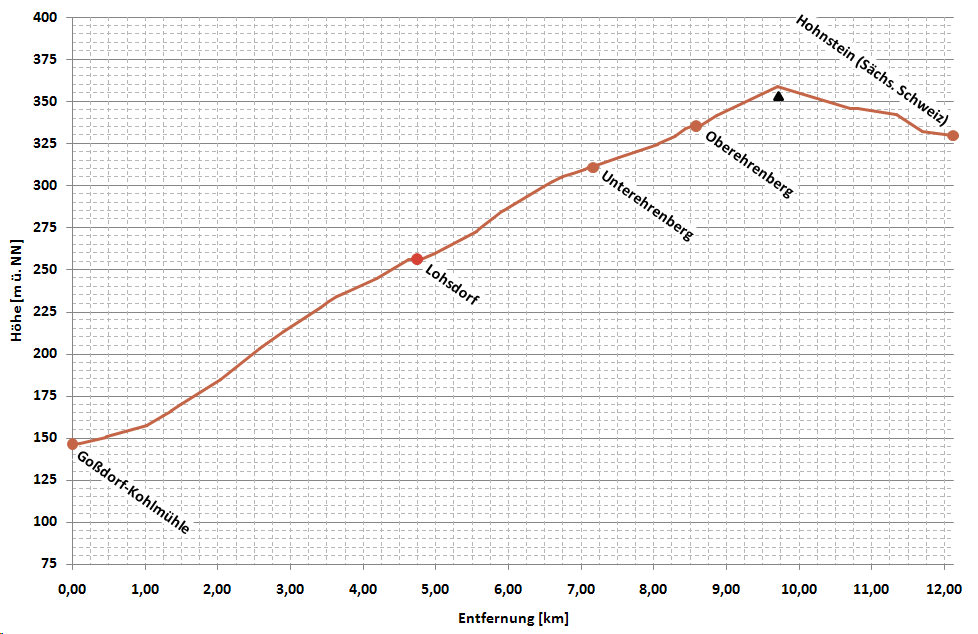
Vereinfachtes Streckenprofil der Schwarzbachbahn

Die Strecke begann an der Sebnitztalbahn im Bahnhof Goßdorf-Kohlmühle und verlief zunächst parallel zur Normalspurbahn Richtung Sebnitz. Nach einem Kilometer überquerte die Bahn die Sebnitz auf einer Betonbogenbrücke, führte durch den Tunnel unter dem Goßdorfer Raubschloss und erreichte das namensgebende Schwarzbachtal. Fortan führte die Bahn stetig ansteigend am rechten Ufer des Schwarzbaches entlang, passierte einen weiteren kurzen Tunnel und erreichte Lohsdorf. Nach Lohsdorf führte die Bahn über Wiesen entlang des Ehrenberger Wassers  nach Unter- und Oberehrenberg. Nach Oberehrenberg wendete sich die Trasse nach links aus dem Tal heraus und erreichte durch einen Einschnitt die Hochfläche bei Hohnstein. In stetem Gefälle führte die Bahn schließlich zum Bahnhof der Kleinstadt.

### Betriebsstellen und Anschlussgleise
Goßdorf-Kohlmühle

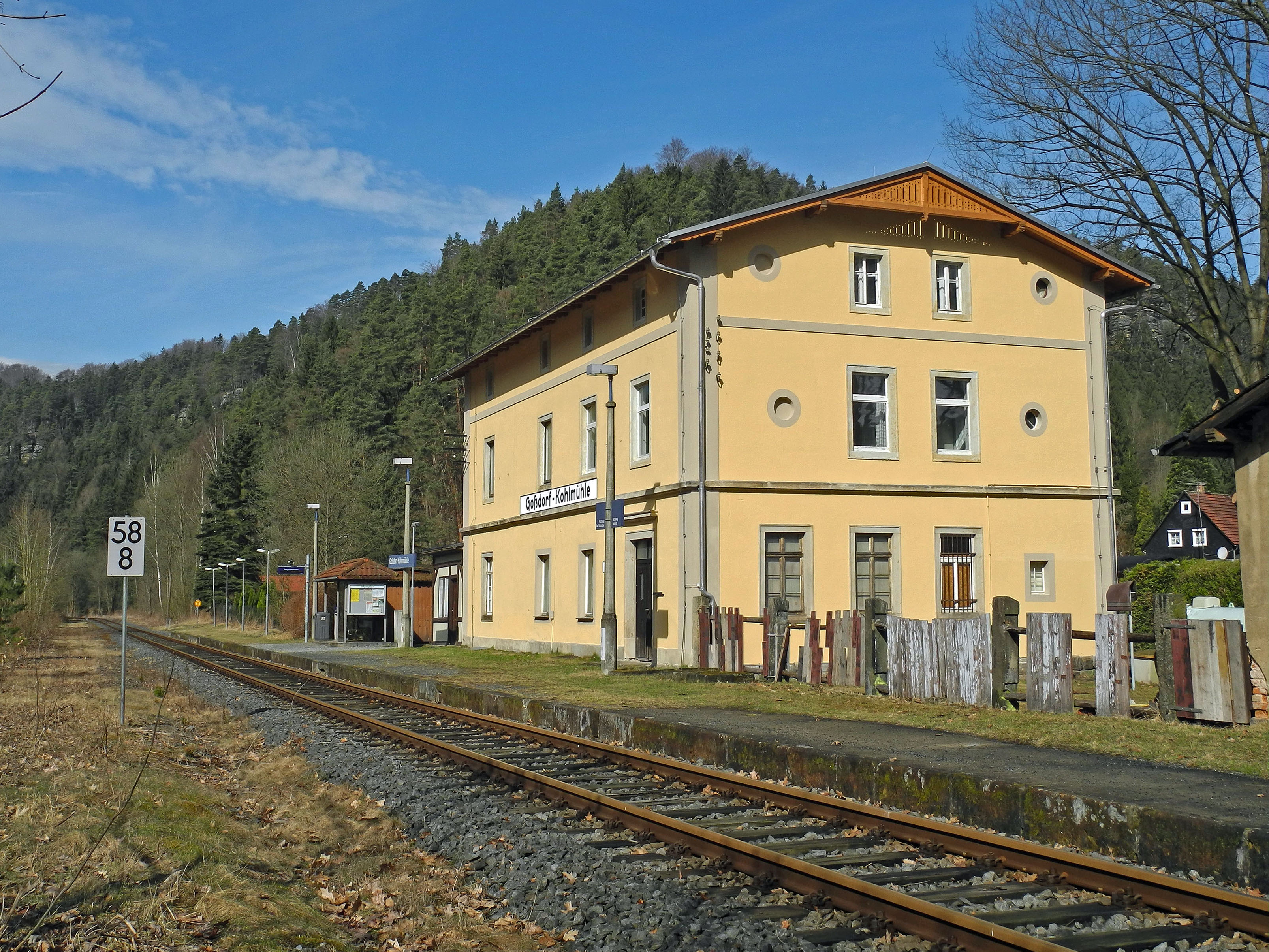
Bahnhof Goßdorf-Kohlmühle (2018)

Der Bahnhof Goßdorf-Kohlmühle (bis 1936: Kohlmühle) war Spurwechselbahnhof zur Bahnstrecke Bautzen–Bad Schandau. Die Betriebsstelle bestand schon vor dem Bau der Schmalspurbahn als unbedeutende Haltestelle an der dort gelegenen Papierfabrik (heute: Linoleumwerk Kohlmühle). Die Anlagen der Schmalspurbahn bestanden nur aus dem Umsetzgleis, einem Abstellgleis, einem Ladegleis, der Umladehalle und dem einständigen Lokschuppen. Zudem gab es eine Betriebsmittelüberladerampe zur Regelspur, um Lokomotiven und Wagen mit anderen Strecken austauschen zu können.
Das bahnseitig schon länger ungenutzte, aber noch bewohnte ehemalige Empfangsgebäude des Bahnhofes sowie über 9.000 Quadratmeter des anliegenden Bahnhofsgeländes befinden sich seit Februar 2010 im Eigentum des Schwarzbachbahn e. V.
Lohsdorf

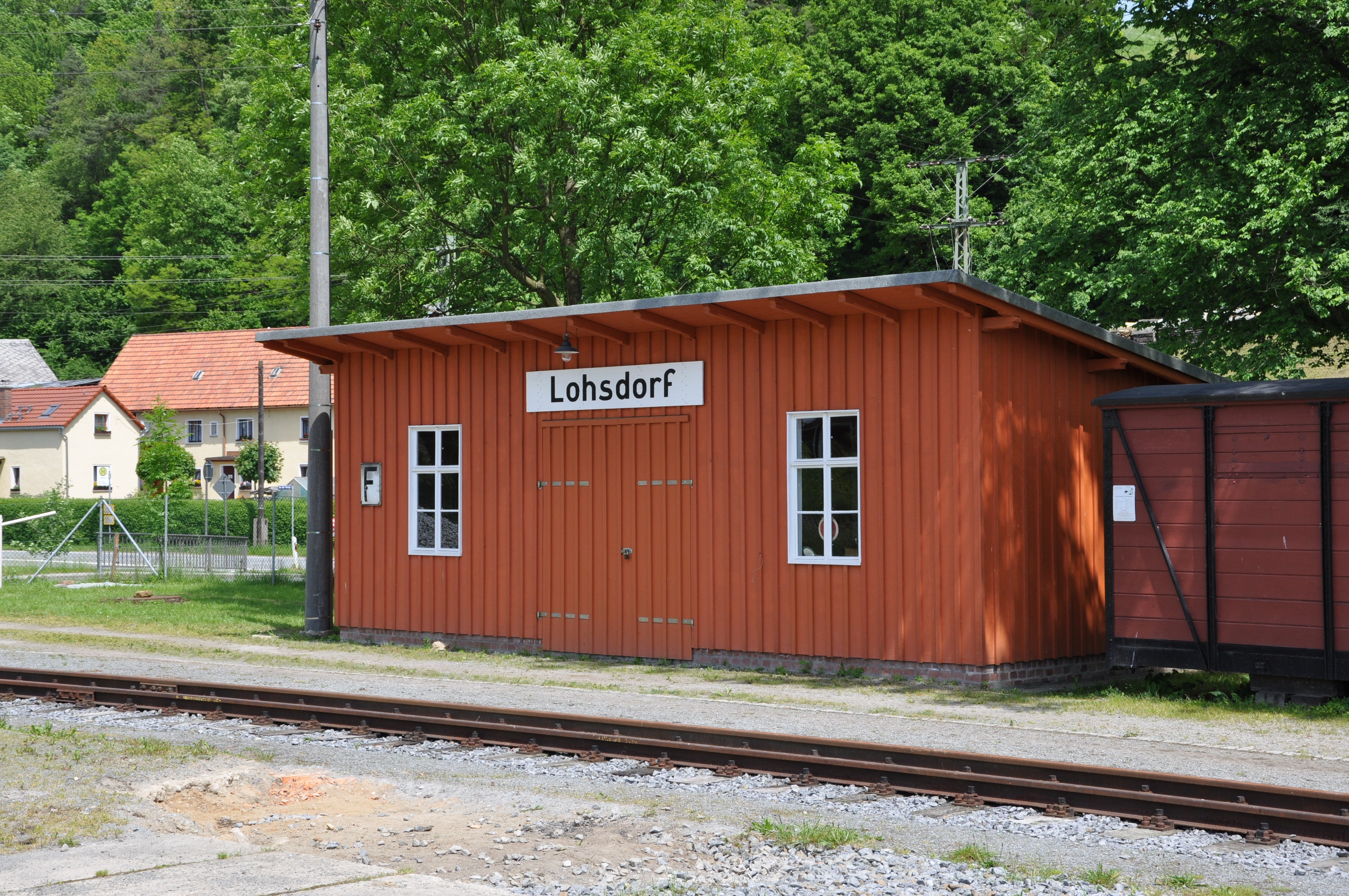
Haltestelle Lohsdorf (2010)

Die Haltestelle Lohsdorf war die Station mit dem geringsten Güter- und Personenverkehr der ganzen Strecke. Neben dem durchgehenden Hauptgleis bestand nur noch ein Ladegleis, welches beidseitig mit Weichen eingebunden war. Dem Reiseverkehr diente eine hölzerne Wartehalle. Um 1924 ließ die Bäuerliche Handelsgenossenschaft am Ladegleis ein Lagergebäude errichten, welches auch heute noch vorhanden ist. Die örtliche landwirtschaftliche Genossenschaft riss 1991 die hölzerne Wartehalle ab, um zusätzlichen Abstellplatz für ihre Maschinen zu erhalten. Im Zuge des teilweise geplanten Wiederaufbaus der Schmalspurbahn wurde die Haltestelle bis 2006 wieder weitgehend originalgetreu mit allen Gleisen und Anlagen hergerichtet.
Die Haltestelle Lohsdorf ist eine Station der touristischen Themenstraße Dampfbahn-Route Sachsen.
Unterehrenberg
Die Haltestelle Unterehrenberg befand sich am unteren Ortsanfang des langgestreckten Waldhufendorfes Ehrenberg. Die Bedeutung der Station lag vor allem im Güterverkehr. Versendet wurden vor allem landwirtschaftliche Erzeugnisse, wie Milch und Getreide. Empfangen wurden hauptsächlich Baustoffe, Kohlen und Dünger für den örtlichen Bedarf. Die Hochbauten des Bahnhofes entsprachen denen in Lohsdorf.
Oberehrenberg

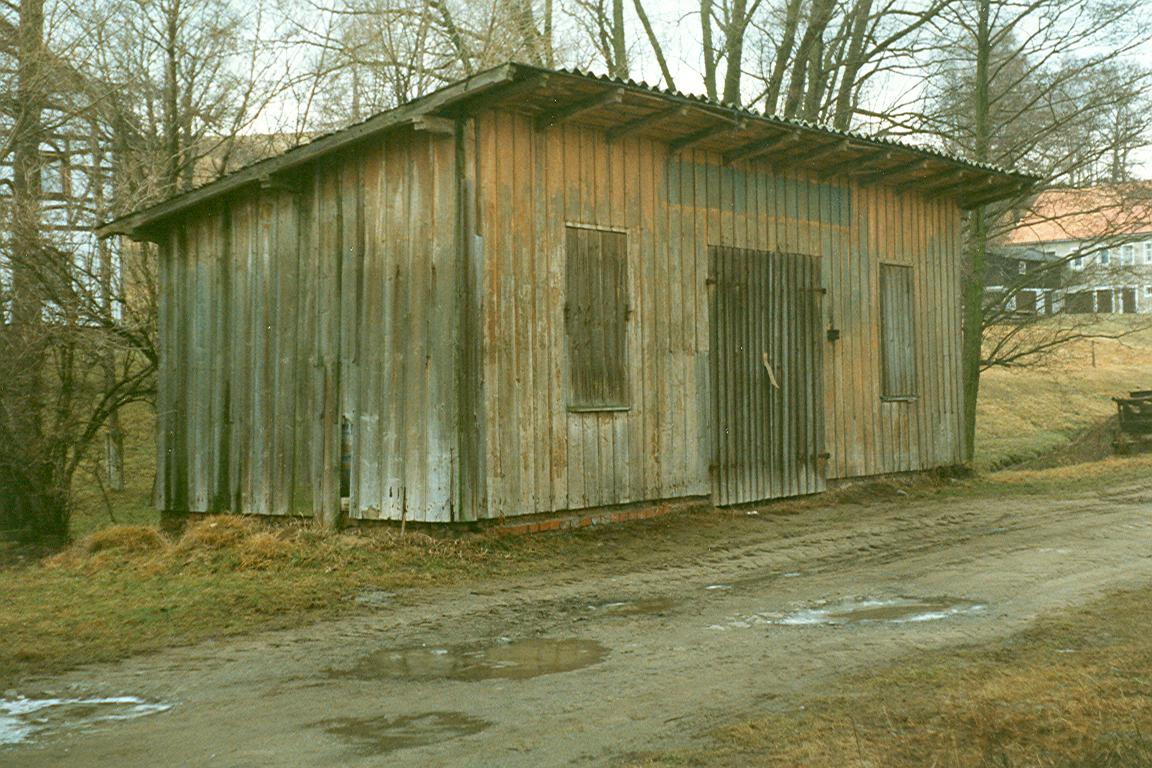
Haltestelle Oberehrenberg (1993)

Die Haltestelle Oberehrenberg war die am stärksten frequentierte Unterwegsstation, die auch von den Einwohnern des nahen Ortes Cunnersdorf genutzt wurde. Neben den schon für Unterehrenberg aufgeführten Waren wurden hier auch fertige Polstermöbel und deren Halbfabrikate umgeschlagen. Die Hochbauten der Haltestelle entsprachen denen der anderen beiden Unterwegsstationen. Die historische Wartehalle war noch Ende der 1990er Jahre in desolatem Zustand vorhanden. Sie wurde durch den Schwarzbachbahn e. V. geborgen und für die Komplettierung des Museumsbahnhofes Lohsdorf genutzt.
Gleisanschluss Rittergut Wittig
Der Gleisanschluss des Rittergutes bei Hohnstein bestand von 1909 bis 1922. Das Gleis wurde für die Verladung landwirtschaftlicher Produkte genutzt.
Hohnstein (Sächs Schweiz)

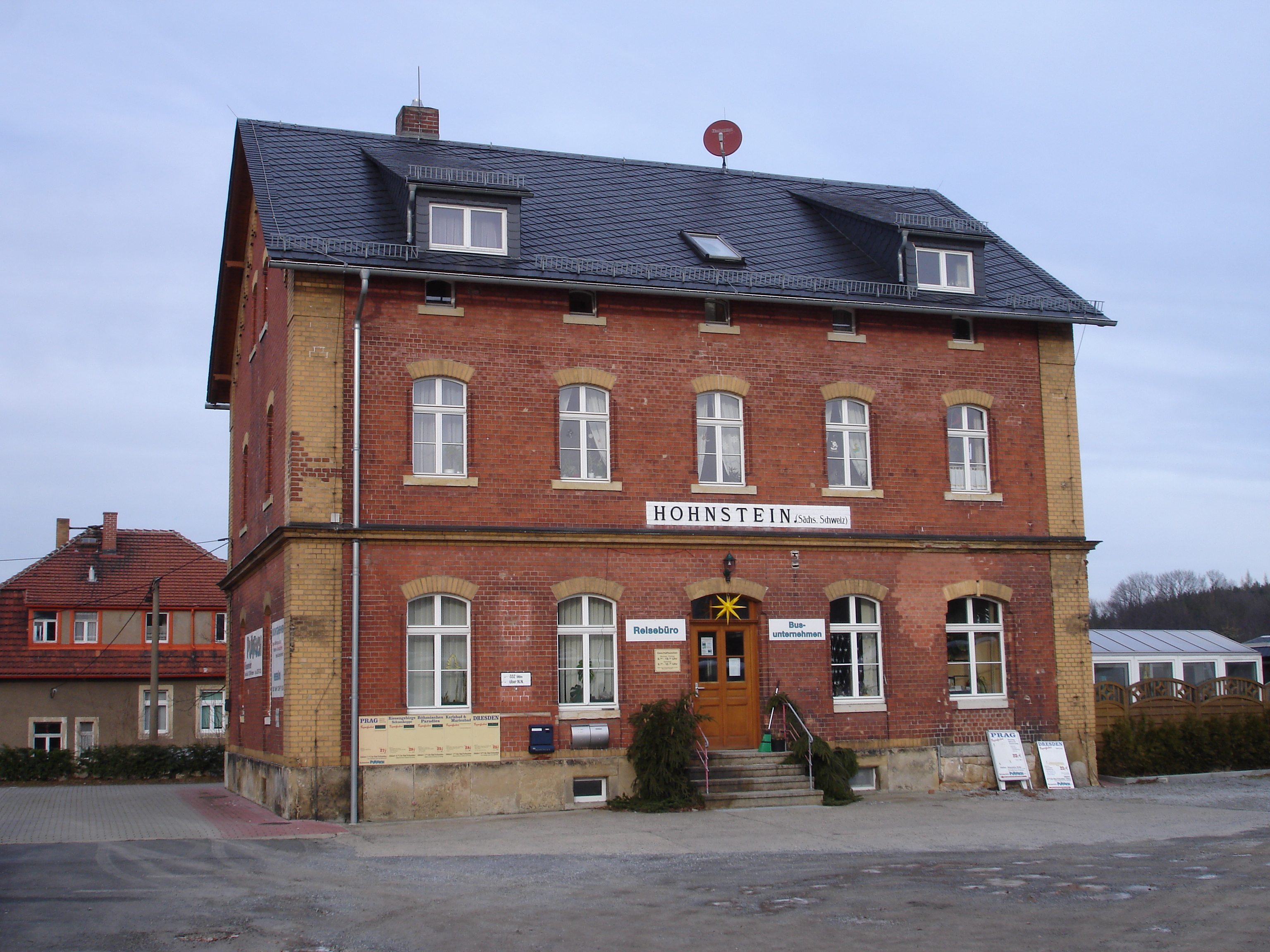
Bahnhof Hohnstein (2009)

Der Bahnhof Hohnstein war als Endbahnhof der betriebliche Mittelpunkt der Schmalspurbahn. Hier befanden sich die Lokomotivbehandlungsanlagen mit einem zweiständigen Lokschuppen und mehrere Abstellgleise. Das massive, verklinkerte Empfangsgebäude war ein Typenbau, wie er auch bei anderen sächsischen Schmalspurbahnen zur Ausführung gekommen war.
Bis Anfang der 1990er Jahre waren die Hochbauten des Bahnhofes noch komplett vorhanden. Ein Großteil des Geländes einschließlich des Lokschuppens nutzte der VEB Kraftverkehr zum Abstellen von Omnibussen, im Empfangsgebäude war eine Kindertagesstätte untergebracht.
Erst als Mitte der 1990er Jahre die private Firma Reiseverkehr Puttrich das Gelände erwarb, kam es zum Abriss der Nebengebäude. Der Lokschuppen beherbergte seitdem eine Werkstatt für Busse, um ihn herum wurde eine neue Halle gebaut. Inzwischen wurde er jedoch abgetragen. Das Empfangsgebäude ist noch original erhalten, es steht heute unter Denkmalschutz.

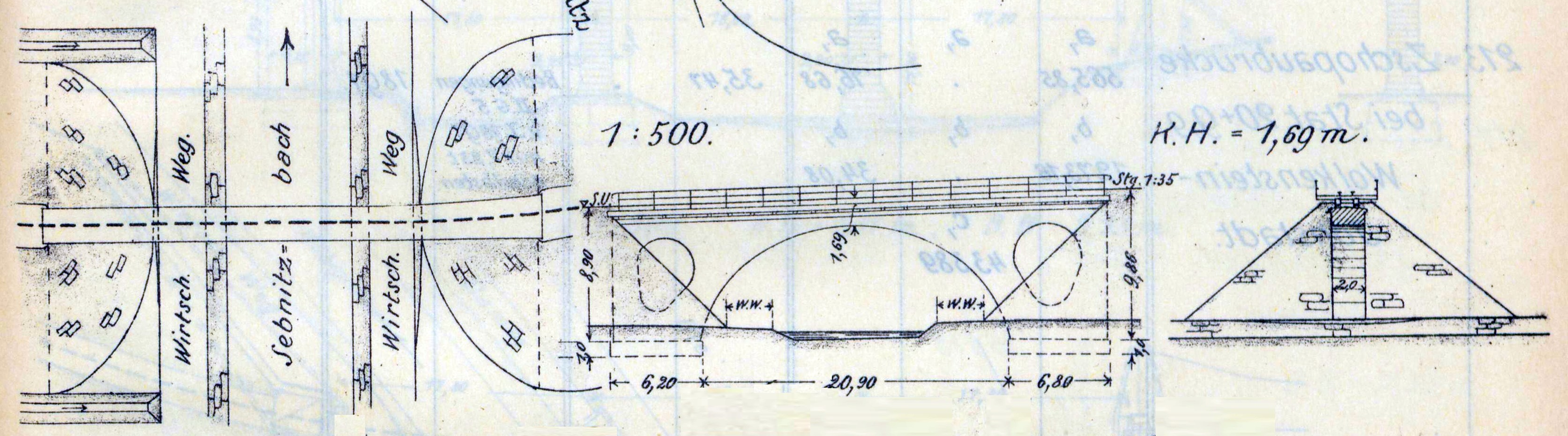
Große Sebnitzbrücke bei Kilometer 1,372 (1911)

### Ingenieurbauten
Brücken

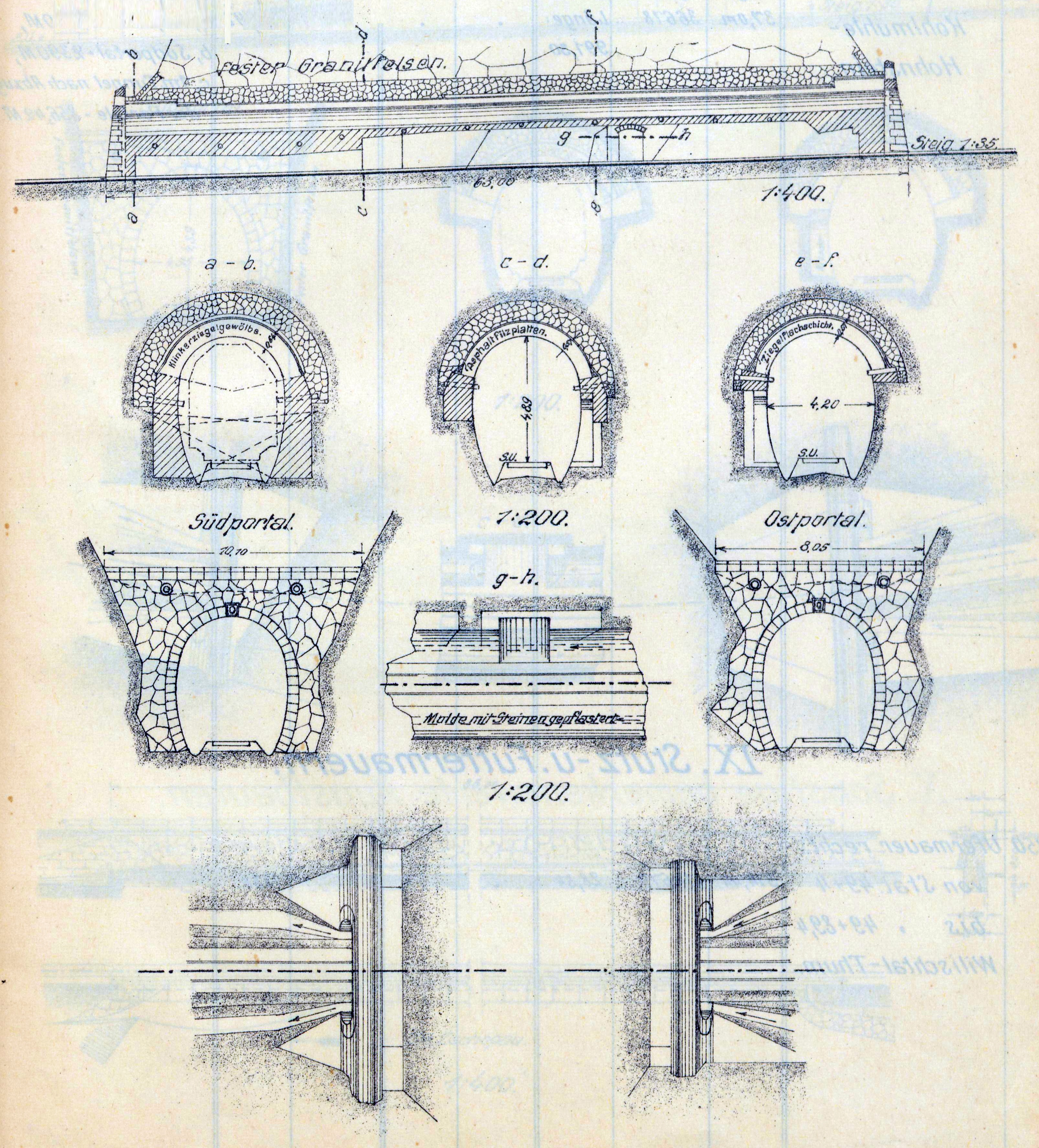
63 Meter langer Tunnel (1911)

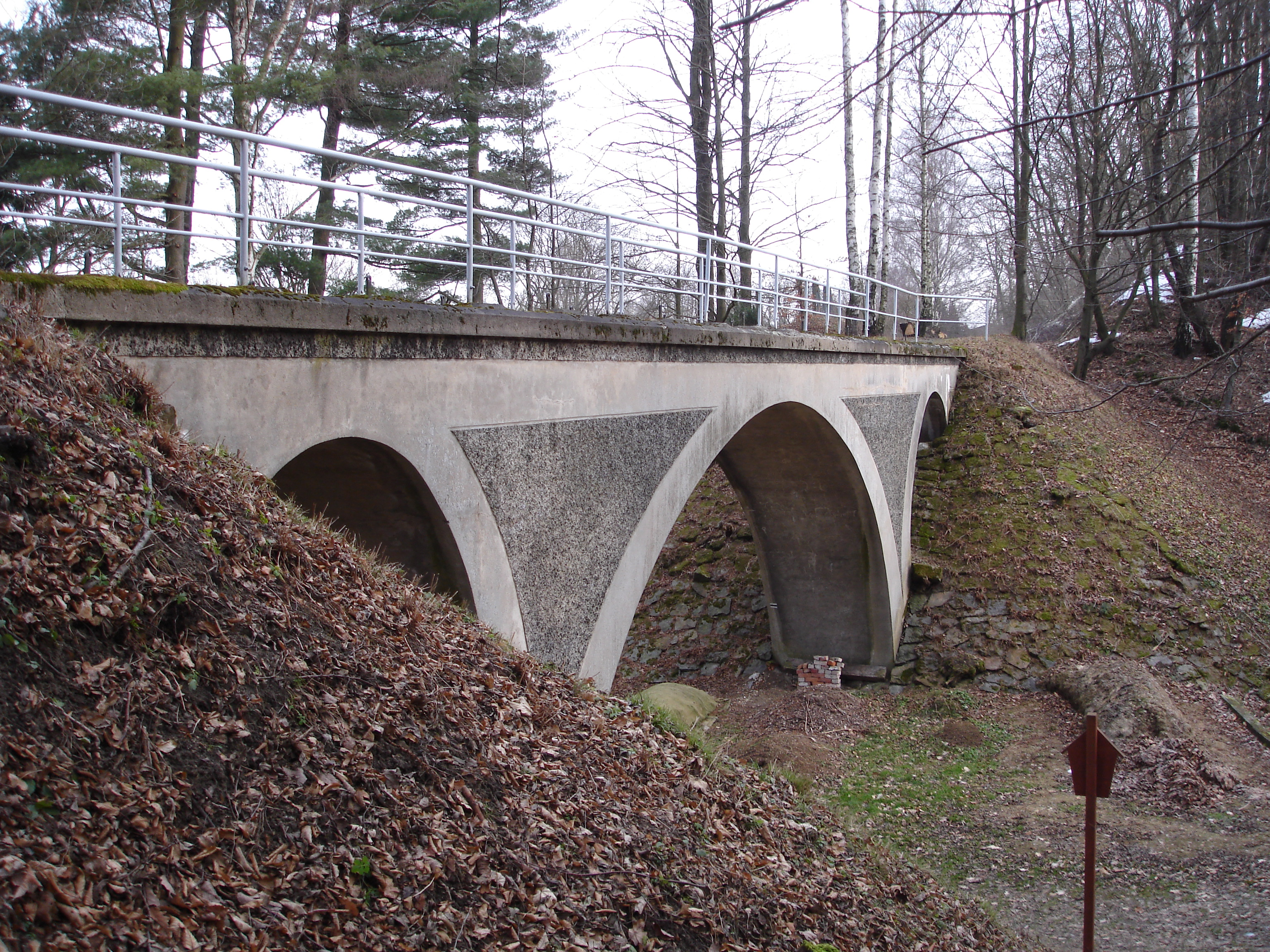
Brücke Hohnstein (2009)

Wie bei allen Flusstalbahnen waren auch bei der Schmalspurbahn Goßdorf-Kohlmühle–Hohnstein eine ganze Reihe von Flussüberquerungen nötig. Aus Kostengründen wurde ein Teil der Brücken mit dem damals neuartigen Baustoff Beton erstellt. Die große Sebnitzbrücke bei Kilometer 1,372 errichtete die Zweigstelle Dresden der „Actiengesellschaft für Beton- und Monierbauten Berlin“. Die Kosten betrugen 12379 Mark. Die konstruktiv ähnliche, aber kleinere Brücke am Kilometer 11,698 baute hingegen die „Cementwaarenfabrik Cossebaude“, die dafür mit 8528 Mark das günstigste Angebot abgegeben hatte.
Tunnel
Das enge Schwarzbachtal erforderte beim Bau der Strecke auch die Anlage zweier Tunnel, die 63 bzw. 37 Meter lang sind. Beide Tunnel erhielten ein Lichtraumprofil, das einen  Rollbockverkehr mit Normalspurgüterwagen ermöglicht hätte. Baulich bemerkenswert ist, dass nur die Portale eine komplette Ausmauerung erhielten. Im Inneren der Tunnel wurde auf eine Befestigung der Tunnelwände verzichtet, nur die Tunneldecke ist mit einem Gewölbe versehen. Beide Tunnel wurden ebenfalls von der AG für Beton- und Monierbauten errichtet. Sie sind heute die einzigen noch existierenden Schmalspurbahntunnel Sachsens, nachdem 1905 der im Rabenauer Grund gelegene Tunnel der Weißeritztalbahn abgetragen worden war.

## Fahrzeugeinsatz
→ Siehe auch: Hauptartikel Sächsische Schmalspurbahnen

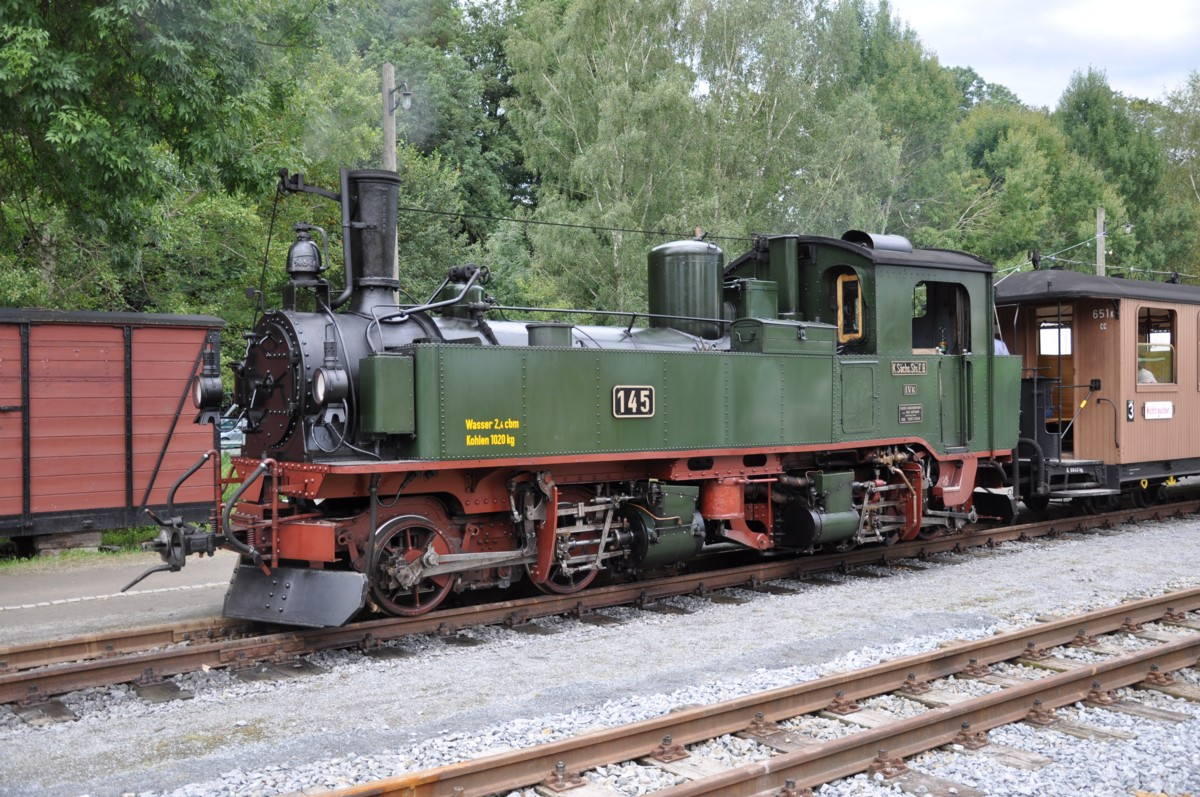
Die frühere Hohnsteiner Stammlokomotive 99 555 im Farbschema der Kgl. Sächs. Staatseisenbahnen in Lohsdorf (2011)

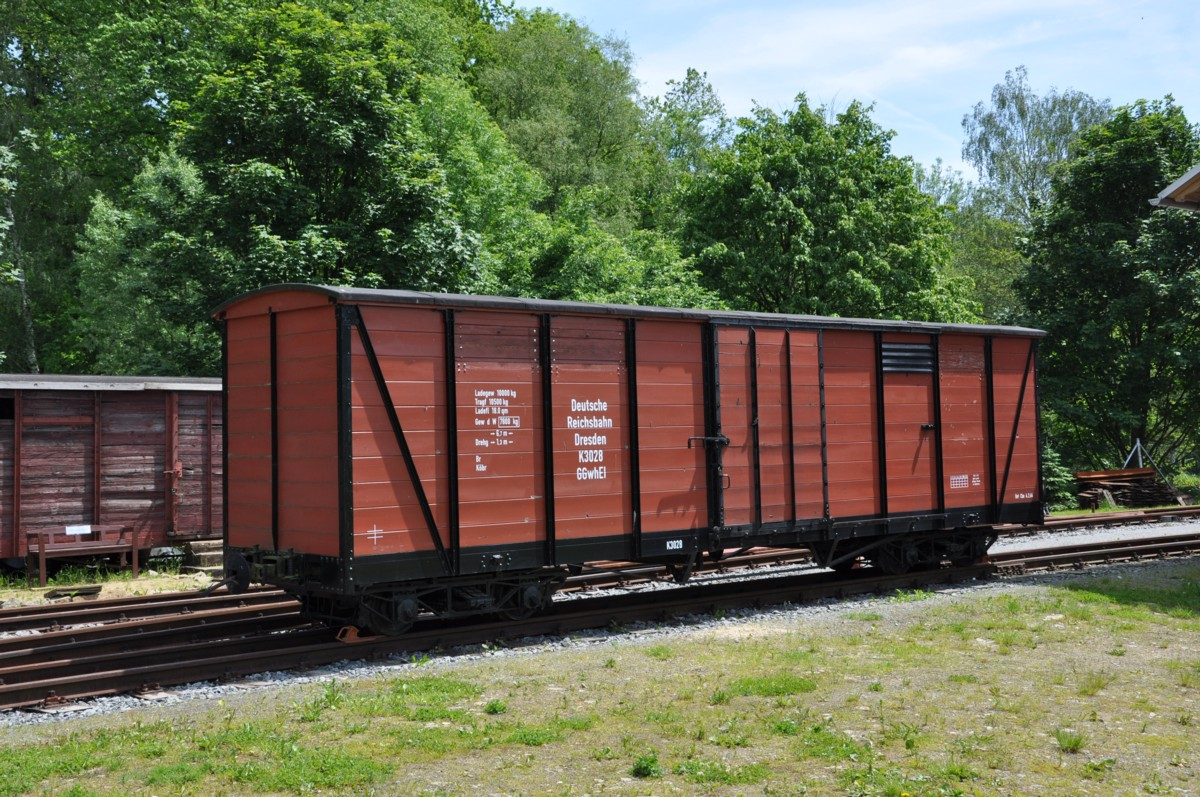
Der gedeckte Güterwagen K 3028 befindet sich heute im Eigentum des Schwarzbachbahn e. V. (2010)

Die eingesetzten Lokomotiven und Wagen entsprachen den allgemeinen sächsischen Bau- und Beschaffungsvorschriften für die Schmalspurbahnen und konnten daher freizügig mit Fahrzeugen anderer sächsischer Schmalspurstrecken getauscht werden. Als Erstausstattung bestellte das sächsische Finanzministerium im Jahr 1895 zwei Lokomotiven der Gattung IV K, fünf Personenwagen der 2. und 3. Klasse, zwei Zugführerwagen mit Gepäck- und Postabteil sowie zwölf Güterwagen. Dieser geringe Bestand an Fahrzeugen blieb über die ganze Betriebszeit weitgehend konstant, auch wenn ein Teil der zweiachsigen Wagen später durch vierachsige Bauarten ersetzt wurde. Die meist gemischt als Güterzug mit Personenbeförderung gefahrenen Züge bestanden in aller Regel aus ein oder zwei Reisezugwagen, dem Dienstwagen und einigen offenen und gedeckten Güterwagen.
Wegen des geringen Verkehrsaufkommens ersetzte man die IV-K-Lokomotiven schon bald nach der Eröffnung durch die ältere und leistungsschwächere Gattung I K. Hohnsteiner Stammlokomotive war über lange Zeit die Bahn-Nr. 11. Die Deutsche Reichsbahn musterte die nun als 99 7504 bezeichnete Lokomotive als letzte ihrer Baureihe im Jahr 1928 aus.
Bis zur Stilllegung waren dann wieder IV-K-Lokomotiven in Hohnstein beheimatet. Die seinerzeitige Stammlokomotive 99 555 kam nach der Stilllegung nach Mügeln, wo sie 1973 ausgemustert wurde. Von 1977 bis 2002 war sie Denkmallokomotive in Söllmnitz bei Gera, heute ist sie betriebsfähige Museumslokomotive des Interessenverbandes der Zittauer Schmalspurbahnen e. V.
Beim Streckenabbau im Jahre 1951 kam auch eine Schlepptenderlokomotive zum Einsatz, die ursprünglich von einer sowjetischen Lokomotivfabrik für eine Waldbahn in Rumänien gebaut worden war. Diese war 1943 als Kriegsbeute zum Bahnbetriebswerk Zittau gelangt und hatte dort die Nummer 99 4052 erhalten. Vor den Abbauzügen verwendete man das als „Gummidampfer“ verspottete Fahrzeug als Bremslokomotive.

## Die Strecke heute

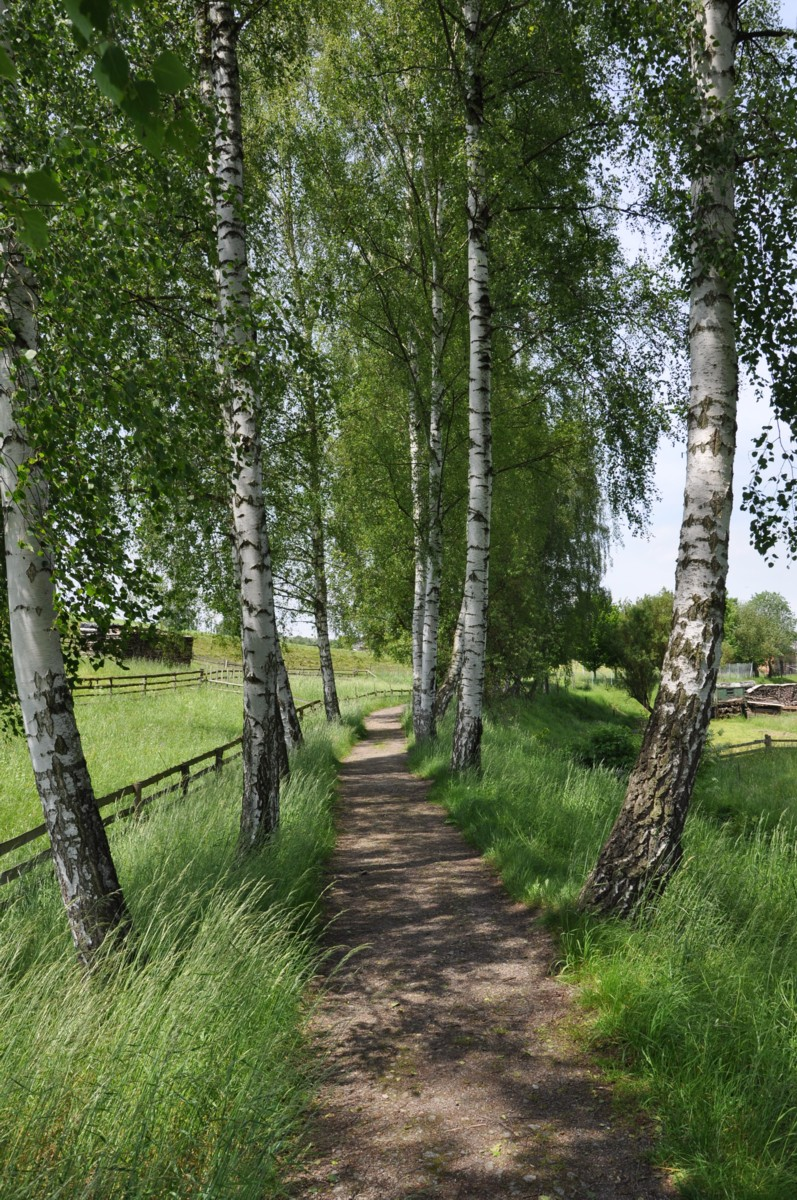
Wanderweg auf der Trasse bei Lohsdorf (2010)

Die Trasse der Schmalspurbahn Goßdorf-Kohlmühle–Hohnstein ist bis heute weitgehend unverbaut erhalten geblieben. Nur ein kurzer Abschnitt zwischen Oberehrenberg und Hohnstein wurde eingeebnet und dient landwirtschaftlichen Zwecken. Auf der Trasse zwischen Goßdorf-Kohlmühle und Lohsdorf verläuft heute ein Wanderweg, der auch durch die beiden Tunnel im Schwarzbachtal führt. Von den Hochbauten der Bahnhöfe existieren heute nur noch die Empfangsgebäude in Goßdorf-Kohlmühle, Lohsdorf und Hohnstein. Bemerkenswert ist der gute Erhaltungszustand der in Stampfbeton ausgeführten Bogenbrücken, die über hundert Jahre nach ihrem Bau bislang kaum Korrosionsschäden aufweisen.

## Schwarzbachbahn e. V.
Der Verein Schwarzbachbahn e. V. wurde im Jahr 1995 mit dem Ziel gegründet, die Schmalspurbahn Goßdorf-Kohlmühle–Hohnstein wieder aufzubauen. Erste Planungen des Vereines sahen sowohl einen touristischen Verkehr mit historischen Fahrzeugen als auch einen Schülerverkehr mit Triebwagen auf der Gesamtstrecke vor. Für den Einsatz vor den Museumszügen sollte die in Söllmnitz bei Gera als Denkmal aufgestellte Dampflokomotive 99 555 erworben werden.
Letztendlich ließen sich diese ehrgeizigen Ziele bis heute nur in Ansätzen verwirklichen. Ein sichtbares Ergebnis der Vereinsarbeit ist der originalgetreue Wiederaufbau des Bahnhofes Lohsdorf inklusive der Gleisanlagen. Zur festlichen Einweihung im August 2006 kam erstmals seit 55 Jahren wieder eine Dampflokomotive ins Schwarzbachtal. Mit der von der Preßnitztalbahn geliehenen Maschine wurden Führerstandsmitfahrten auf den Bahnhofsgleisen angeboten.
Weitergehende Planungen für einen Aufbau des Gleises Richtung Goßdorf-Kohlmühle konnten bislang nicht realisiert werden. Die anvisierte Übernahme der Dampflokomotive 99 555 scheiterte an den fehlenden Möglichkeiten zum Erhalt der Lokomotive im Schwarzbachtal. Die Lok wurde im Jahr 2002 von der Gemeinde Söllmnitz an den Interessenverband der Zittauer Schmalspurbahnen e. V. verkauft.
Zum Bahnhofsfest am 27. und 28. August 2011 konnte das erste Stück wieder aufgebaute Streckengleis in Richtung Hohnstein präsentiert werden. Insgesamt 4000 Gäste besuchten die Veranstaltung. Ein weiteres etwa 180 m langes Streckenstück in Richtung Hohnstein, inklusive der ersten Stahlträgerbrücke über den Schwarzbach, konnte am 26. August 2017 in Betrieb genommen werden. Der daran anschließende ca. 400 m lange Streckenabschnitt wurde am 31. August 2019 eröffnet. 2021 wurde dann die zweite Stahlträgerbrücke mitsamt dem Bahnübergang Glasstraße eröffnet. Es folgte im August 2022 die Inbetriebnahme der Ersten Stampfbetonbrücke mit einem anschließenden ca. 200 Meter langen Gleisabschnitt. Im April 2024 wurde die zweite Betonbrücke mit erneut ca. 200 Gleismetern in Betrieb genommen. Bis 2028 will der Verein den 2,5 km langen Abschnitt bis Unterehrenberg wieder vollständig aufbauen.
Der als wesentliches Vereinsziel definierte Wiederaufbau des landschaftlich reizvollen und touristisch bedeutsamen Abschnittes zwischen Goßdorf-Kohlmühle und Lohsdorf wurde im November 2019 von der zuständigen Landesdirektion Sachsen aus naturschutzrechtlichen Gründen  abgelehnt. Der vorgesehene Bauabschnitt, der noch immer als Eisenbahninfrastruktur gewidmet ist, liegt im Landschaftsschutzgebiet Sächsische Schweiz und zugleich in dem nach europäischem Recht geschützten Fauna-Flora-Habitat „Sebnitz- und Lachsbachtal“. Nach Ansicht der Behörde ginge dort der „... ausgeprägte Ruhecharakter, die Störungsarmut sowie die Unzerschnittenheit des Schwarzbachtals [...] absehbar verloren.“
Der Vereinssitz befindet sich heute im Empfangsgebäude von Goßdorf-Kohlmühle.
Fahrzeugbestand (2025):
- 99 585 (sächsische IV K), Leihgabe der Museumsbahn Schönheide, mindestens bis 2040. Aktuell in HU bis Ende August 2025 (seit 16. Juni 2025 zurück in Lohsdorf)
- 199 312 (V10C) (betriebsfähig, seit HU 2023 mit Saugluftbremse ausgestattet)
- 1 Traglastwagen K1134 (betriebsfähig)
- 1 Großfensterwagen K373 (in Aufarbeitung)
- 1 zweiachsiger Personenwagen K1616 (betriebsfähig)
- 1 zweiachsiger Gepäckwagen K2009 (betriebsfähig)
- 1 vierachsiger Gepäckwagen K1762 (langfristige Aufarbeitung geplant)
- 1 vierachsiger Güterwagen (GGw) K3028 (seit 2021 in betriebsfähiger Aufarbeitung, zur Inbetriebnahme vorgesehen)
- 1 vierachsiger Güterwagen Gattung OO (betriebsfähig, als Rungenwagen ohne Seitenwände im Bauzugeinsatz)
- 1 zweiachsiger Güterwagen (Gw) K2680 (langfristig Aufarbeitung geplant)
- 2 Rottenwagen (Baufahrzeug, zur Streckeninstandhaltung)

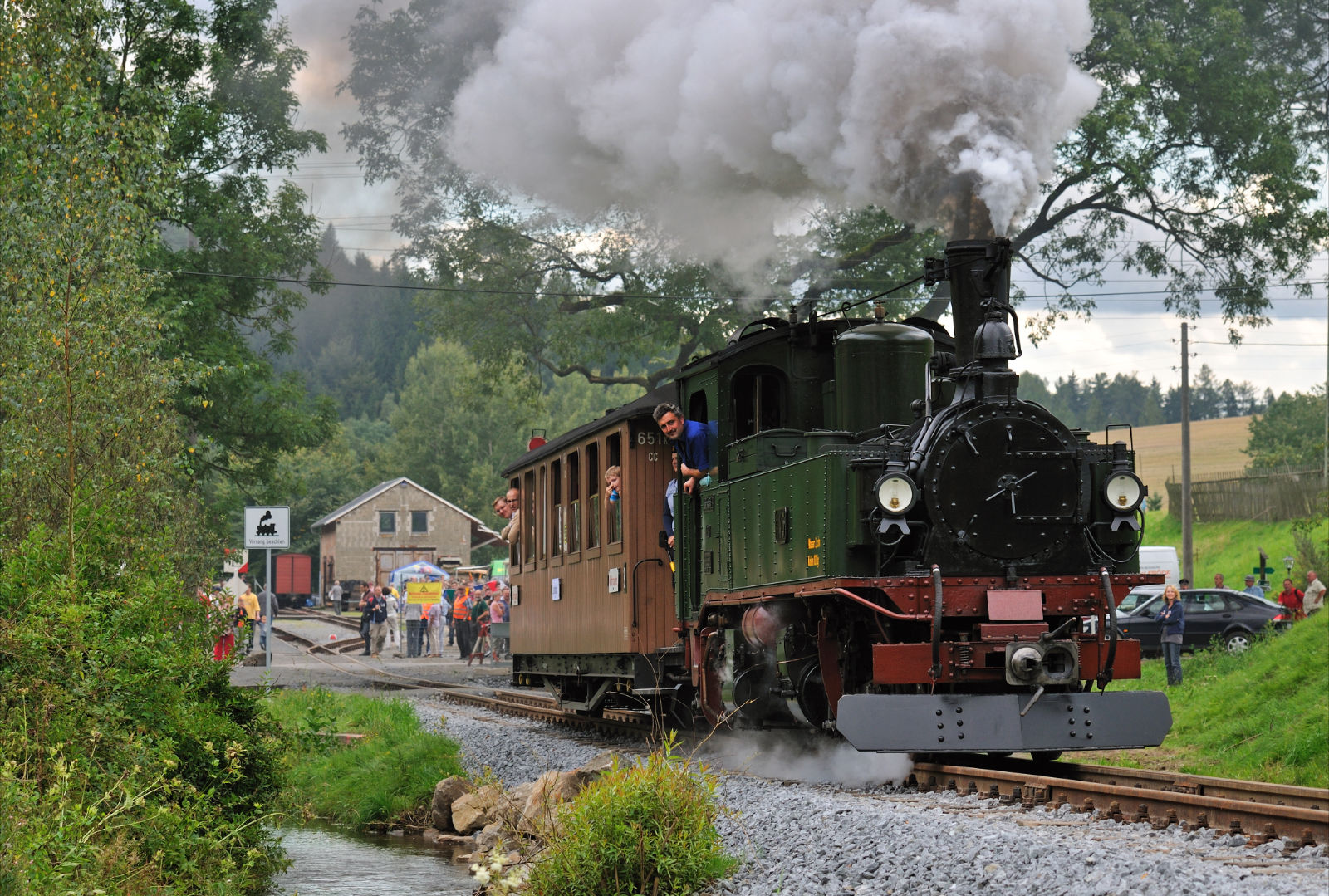
Dampfzugfahrten zum Bahnhofsfest in Lohsdorf im Jahr 2011
Dampfzugfahrten zum Bahnhofsfest in Lohsdorf im Jahr 2015
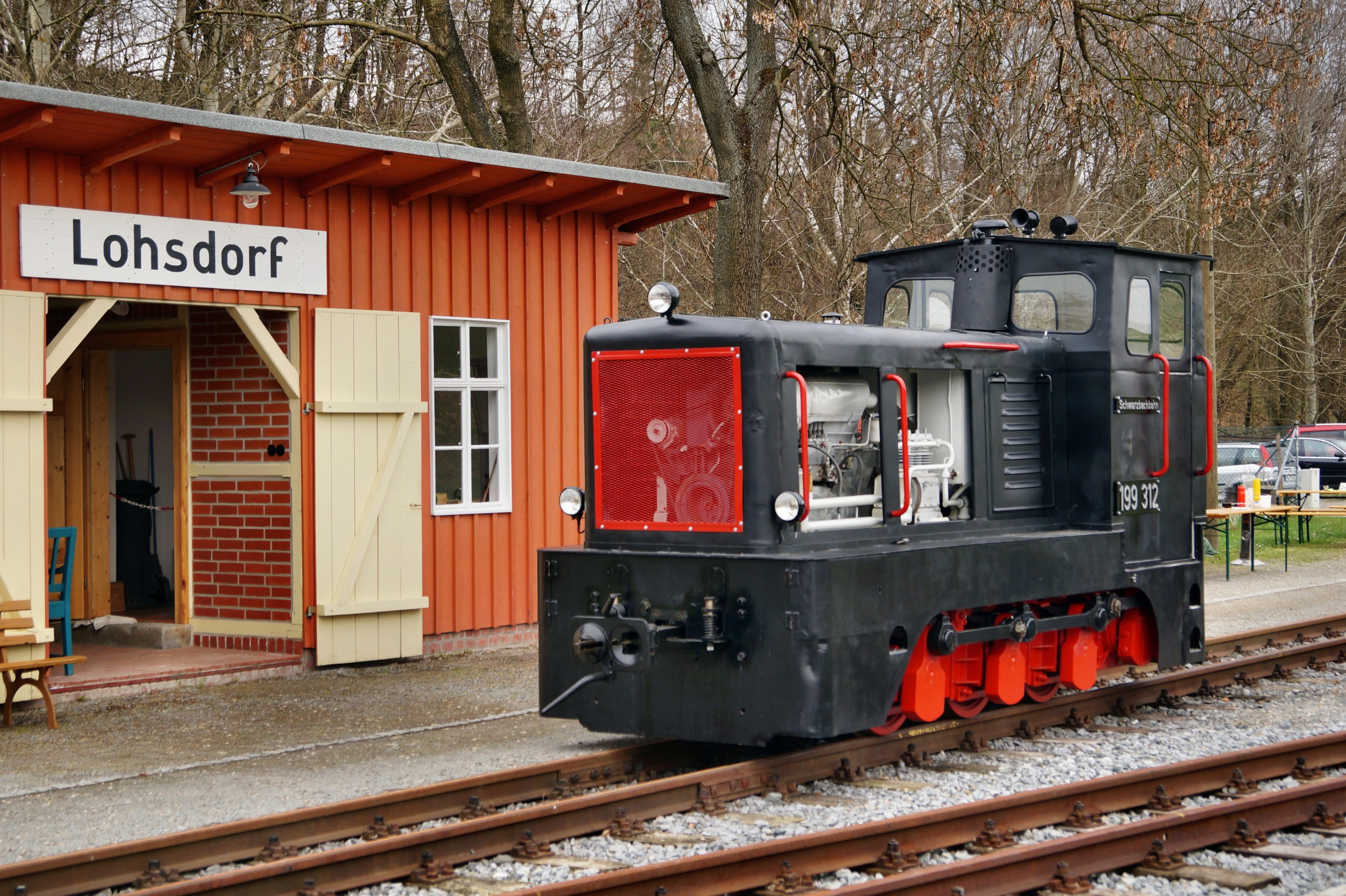
Die vereinseigene Diesellokomotive V 10 C
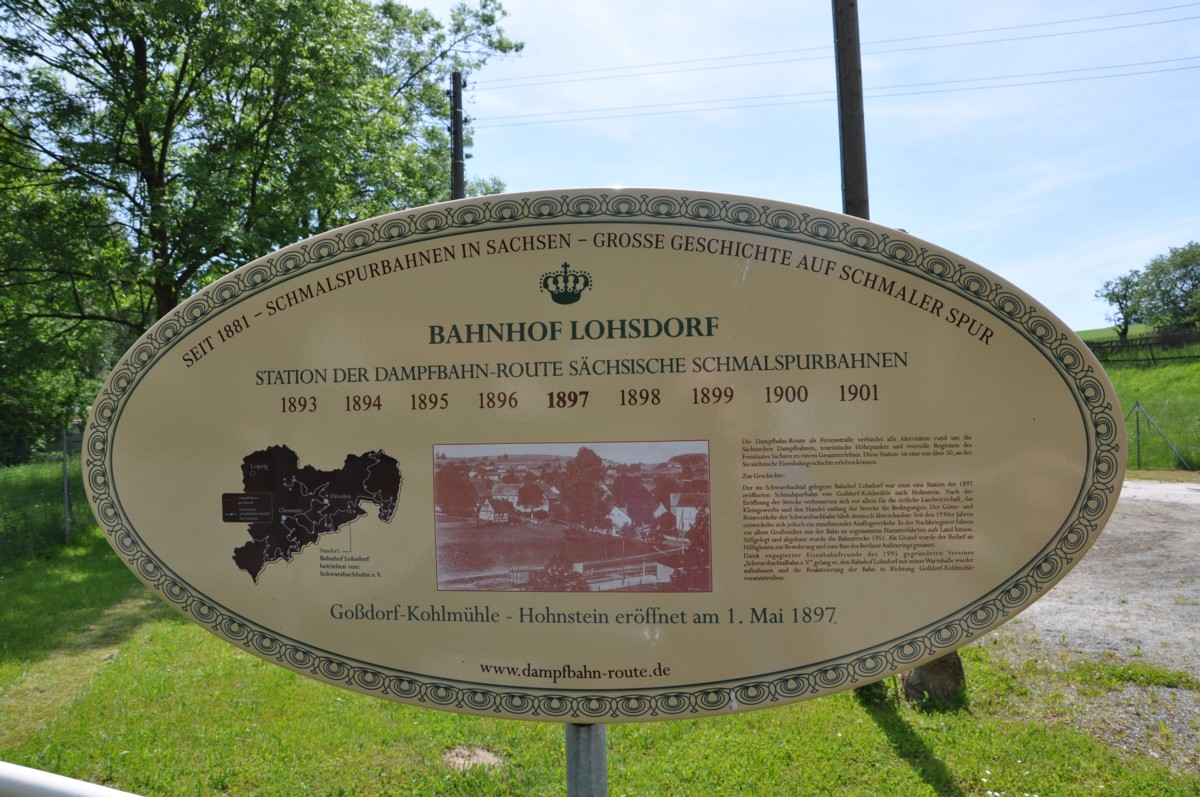
Infotafel der Dampfbahn-Route Sachsen am Bahnhof Lohsdorf
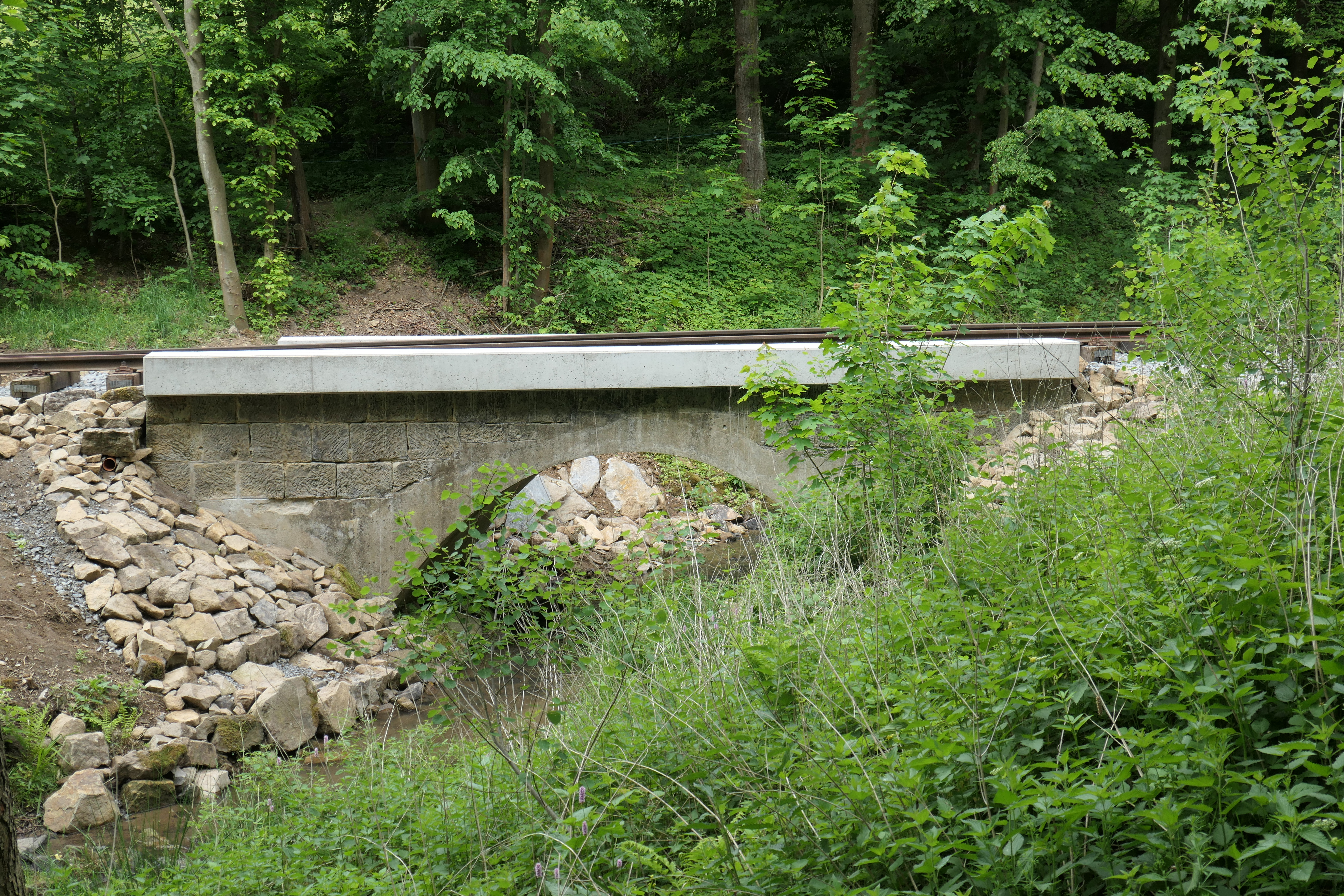
Brücke am Gleisende Richtung Hohnstein (2022)
Neu aufgebauter Freiabtritt in Lohsdorf